# Burnin' (альбом Джона Лі Гукера)
Burnin' — студійний альбом американського блюзового музиканта Джона Лі Гукера, випущений у 1962 році лейблом Vee-Jay.

## Опис
Цей альбом Джона Лі Гукера був записаний у 1961 році в Чикаго на лейблі Vee Jay Records. На сесії звукозапису Гукер грає разом з гуртом, до якого увійшли саксофоністи Генк Косбі (тенор) і Ендрю «Майк» Террі (баритон), гітарист Ларрі Відер, піаніст Джо Гантер, басист Джеймс Джемерсон та ударник Бенні Бенджамін. Burnin' вийшов у травні 1962 року і включає 11 пісень електричного блюзу, серед яких «Boom Boom», «Blues Before Sunrise», «Drug Store Woman» і «What Do You Say».
Пісні «Boom Boom»/«Drug Store Woman» були випущені на синглі (VJ 438) у 1962 році. У травні 1962 року «Boom Boom» посіла 16-е місце в R&B Singles і 60-е в Hot 100 чартах журналу «Billboard». Також пісня потрапила на 218-е місце в списку 500 найкращих пісень усіх часів за версією журналу «Rolling Stone».

## Список композицій
1. «Boom Boom» (Джон Лі Гукер) — 2:10
2. «Process» (Джон Лі Гукер) — 2:30
3. «Lost a Good Girl» (Джон Лі Гукер) — 2:10
4. «A New Leaf» (Джон Лі Гукер) — 2:35
5. «Blues Before Sunrise» (Джон Лі Гукер) — 2:10
6. «Let's Make It» (Джон Лі Гукер) — 2:30
7. «I Got a Letter» (Джон Лі Гукер) — 2:15
8. «Thelma» (Джон Лі Гукер) — 2:20
9. «Drug Store Woman» (Джон Лі Гукер) — 2:37
10. «Keep Your Hands to Yourself» (Джон Лі Гукер) — 2:35
11. «What Do You Say» (Джон Лі Гукер) — 2:09

## Учасники запису
- Джон Лі Гукер — вокал, гітара
- Генк Косбі — тенор-саксофон
- Ендрю «Майк» Террі — баритон-саксофон
- Ларрі Відер — гітара
- Джо Гантер — фортепіано
- Джеймс Джемерсон — бас
- Бенні Бенджамін — ударні

Технічний персонал
- Джон В. Пітерс — текст

## Хіт-паради
Сингли
| Рік  | Сингл       | R&B Singles | Billboard Hot 100 | UK Singles |
| ---- | ----------- | ----------- | ----------------- | ---------- |
| 1962 | «Boom Boom» | 16          | 60                | 16         |